# Złomiska Turnia

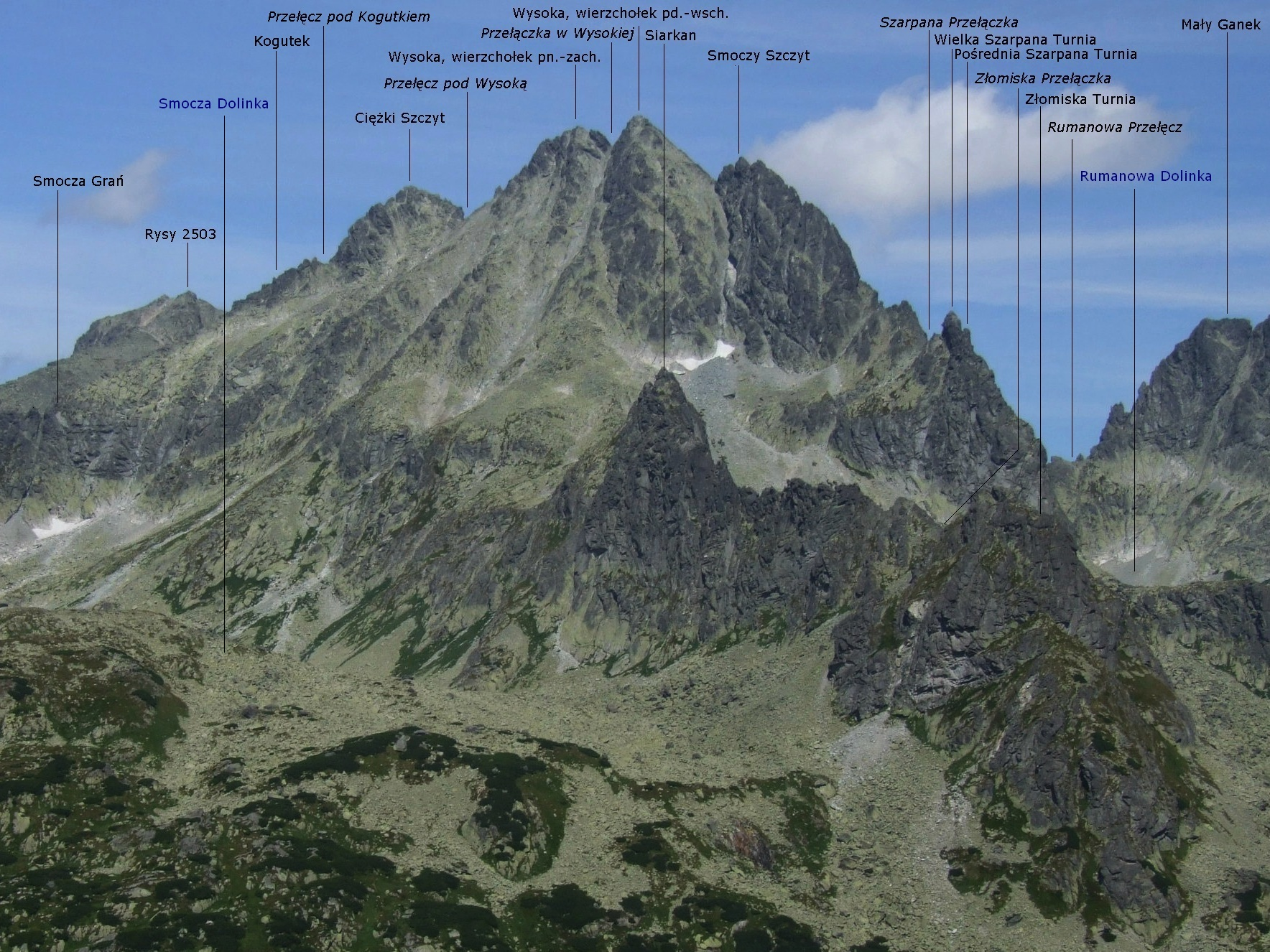
Widok z podejścia na Przełęcz pod Osterwą

Złomiska Turnia (słow. Zlomisková veža, niem. Trümmertalturm, węg. Omladék-völgyi-torony) – turnia stanowiąca zakończenie Siarkańskiej Grani w słowackich Tatrach Wysokich. Od Siarkana (a dokładniej Małego Siarkana) oddzielona jest Złomiską Przełączką. Wznosi się na wysokość 2137 m n.p.m. i wraz z Siarkańską Granią oddziela Dolinkę Smoczą od Złomiskiej Zatoki (obydwie są odgałęzieniami Doliny Złomisk). Turnia pocięta jest kilkoma niewielkimi żlebami, w jej południowo-zachodnim żebrze znajduje się ząb skalny.
Po raz pierwszy wszedł na turnię 27 lipca 1907 r. August Otto z przewodnikiem Johannem Breuerem. Nie zastali oni żadnych śladów wcześniejszego pobytu ludzi na turni, zauważyli natomiast kopczyki z kamieni na południowej grani Siarkana. Pierwsze wejście zimowe: Lajos Rokfalusy, 9 grudnia 1911 r.
Nie prowadzi tu żaden szlak turystyczny, turnia dostępna jest tylko dla taterników. Na szczyt Złomiskiej Turni można wejść wieloma drogami. Według Witolda Henryka Paryskiego najłatwiejsze wejścia są od Złomiskiej Przełączki i z dolnego brzegu Złomiskowej Równi. Ze szczytu ładny widok na Dolinę Złomisk i Grań Baszt.

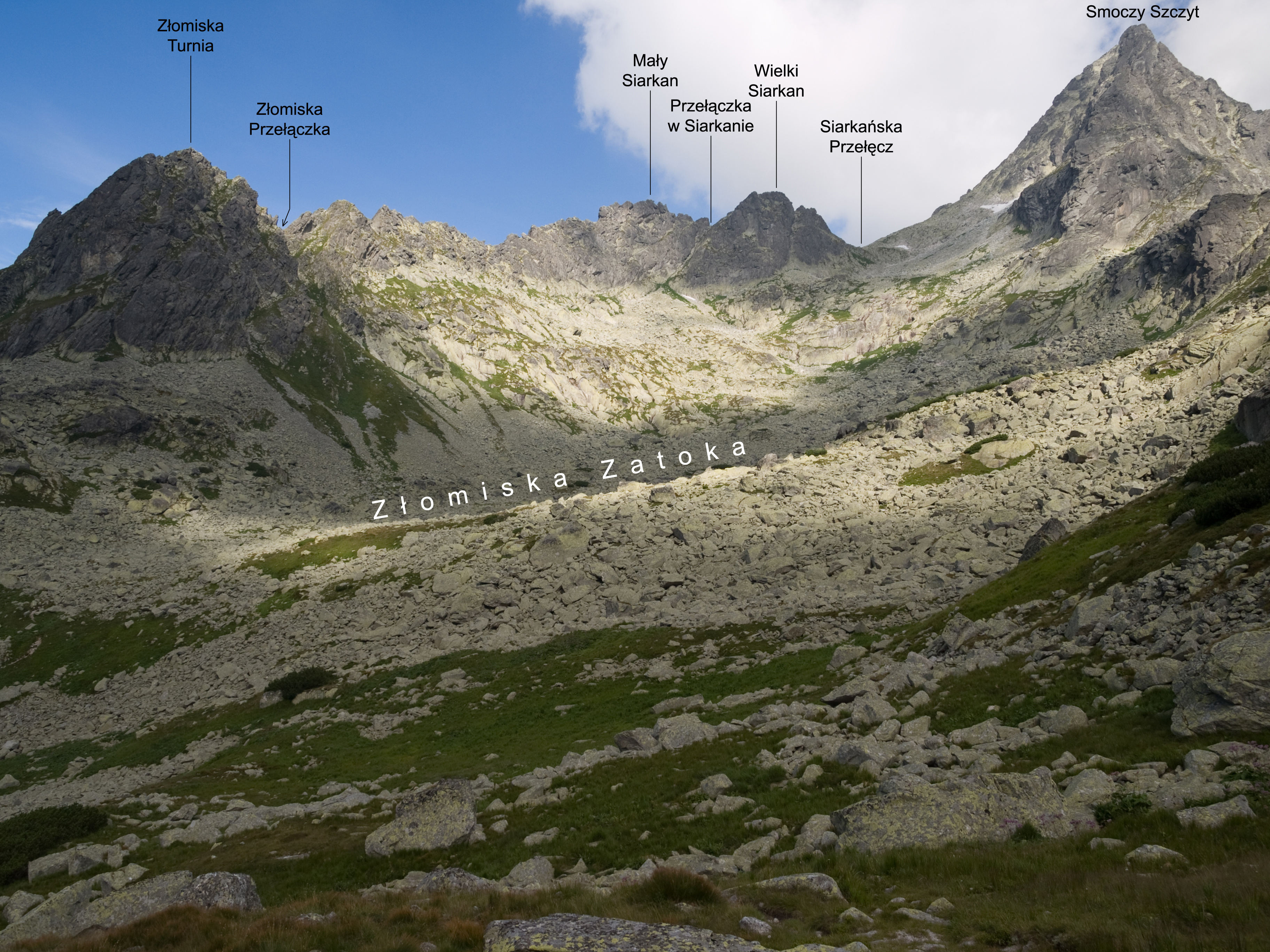
Widok od strony Doliny Złomisk